# Wyżnia Skoruszowa Przełęcz
Wyżnia Skoruszowa Przełęcz (niem. Obere Ebereschenscharte, słow. Vyšné skorušie šedlo, węg. Felső-Berkenyés-csorba) – położona na wysokości 1780 m n.p.m. przełęcz w głównej grani Młynarza w słowackich Tatrach Wysokich. Grań ta oddziela Dolinę Żabich Stawów Białczańskich od Doliny Białej Wody. Przełęcz znajduje się pomiędzy Małym Młynarzem (Malý Mlynár, 1973 m) a Skoruśniakiem (Skorušniak). Najdalej na północ wysuniętym obiektem Skoruśniaka jest Skoruszowa Turnia (Skorušiniakova veža), ale w grani pomiędzy Wyżnią Skoruszową Przełęczą a Skoruszową Turnią znajdują się jeszcze płytkie Skoruszowe Wrótka (Sedlo pod Skorušiniakom) i niska Skoruszowa Turniczka (Skorušiniakova vežička). 
Rejon przełęczy jest trawiasty z kępami kosodrzewiny. Spod przełęczy do Doliny Białej Wody opada Mały Skoruszowy Żleb. Na zachód, do Doliny Żabich Stawów Białczańskich z przełęczy opada trawiasty stok. Około 100 m poniżej grani wcina się w niego kruchy i wąski żlebek.
Pierwsze znane wejście turystyczne: Józef Lesiecki i Józef Oppenheim, 4 lutego 1914 r.. Przełęcz jest łatwo dostępna z obydwu dolin, rzadko jednak była wykorzystywana jako przejście między nimi. Najczęściej bywali na niej taternicy podchodzący pod wspinaczkowe ściany Małego Młynarza. Rejon przełęczy jest niedostępny dla turystów.

## Drogi wspinaczkowe
1. Od zachodu wprost na przełęcz (znad Niżniego Żabiego Stawu na przełęcz); 0- w skali tatrzańskiej, czas przejścia 30 min[2]
2. Od wschodu przez prawą grzędę Skoruszowego Żlebu i Mały Skoruszowy Żleb; 0, kilka miejsc I, 1,5 godz.[2]
3. Przez Skoruszowy Żleb i Mały Skoruszowy Żleb; 0, 1 godz. 30 min[2]
4. Ze Skoruszowego Kotła przez skoruszową Ławkę, I, 30 min[2]